# American Oriental Society
L'American Oriental Society  est une société savante américaine, consacrée à la recherche fondamentale dans les études asiatiques. Elle reste l'une des plus anciennes du pays. 
Cette orientation comprend des sujets comme la philologie, la critique littéraire, la critique textuelle, la paléographie, l'épigraphie, la linguistique, la biographie, l'archéologie et l'histoire des civilisations orientales, en particulier dans les domaines de la philosophie, la religion, le folklore et l'art. Elle a été enregistrée dans l'État du Massachusetts, le 7 septembre, 1842.
Étroitement associée à l'université Yale, qui est le siège de sa bibliothèque, la société publie une revue annuelle : The Journal of the American Oriental Society.
Parmi ses anciens présidents, on compte : Theodore Dwight Woolsey, James Hadley, William Dwight Whitney, Daniel C. Gilman, William H. Ward, Crawford Howell Toy, Franz Rosenthal et M. Jastrow, Jr..
La société a institué le prix Franz Rosenthal en l'honneur de l'orientaliste allemand d'origine allemande Franz Rosenthal (1914-2003). Parmi les lauréats figure Yehoshua Blau.